# Fosfopiruvato idratasi
La fosfopiruvato idratasi (o enolasi) è un enzima, appartenente alla classe delle liasi, che catalizza la seguente reazione:
2-fosfo-D-glicerato = fosfoenolpiruvato + H2O
La enolasi catalizza la conversione del 2-fosfoglicerato a fosfoenolpiruvato (attraverso la rimozione di una molecola d'acqua) nel penultimo step della conversione del glucosio in due molecole di piruvato. Quest'enzima a differenza degli enzimi isomerici non sposta l'equilibrio di una reazione verso la sua forma enolica bensì grazie a una condensazione "crea" la forma enolica.
Nell'uomo esistono cinque tipi differenti di enolasi. La α-enolasi è ubiquitaria nel citoplasma delle cellule. La β-enolasi è presente principalmente nel tessuto muscolare. La γ-enolasi è specifica dei tessuti neuronali.
L'enzima fa parte di una superfamiglia enzimatica, che contiene un numero molto ampio di enolasi. La reazione catalizzata, quella di disidratazione, è identica per tutti i membri della famiglia; la specificità dei singoli enzimi è legata al singolo substrato su cui sono in grado di agire.

## Meccanismo d'azione
L'enzima ha un meccanismo d'azione favorito da uno ione Mg2+ che lega il substrato all'enzima nella corretta posizione. Attraverso un secondo ione Mg2+, la catalisi è più efficiente (anch'esso crea un legame con il substrato). La reazione vera e propria, in ogni caso, viene svolta in prossimità di un residuo di istidina.